# Paracerella
Paracerella es un género de Protura en la familia Acerentomidae.

## Especies
- Paracerella americana Imadaté, 1980
- Paracerella shirataki (Imadaté, 1964)